# Hostim
Hostim (en allemand : Hösting) est une commune du district de Znojmo, dans la région de Moravie-du-Sud, en République tchèque. Sa population s'élevait à 420 habitants en 2019.

## Géographie
Hostim se trouve à 6 km au sud-est de Moravské Budějovice, à 22 km au nord-ouest de Znojmo, à 56 km à l'ouest-sud-ouest de Brno et à 158 km au sud-est de Prague.
La commune est limitée par Jaroměřice nad Rokytnou au nord, par Rozkoš à l'est, par Střelice au sud-est, par Jiřice u Moravských Budějovic et Prokopov au sud, et par Blanné et Zvěrkovice à l'ouest.

## Histoire
La première mention écrite de la localité date de 1252.